# Баба гладеше ризите на краля (филм)
„Баба гладеше ризите на краля“ (на английски: My Grandmother Ironed the King’s Shirts) е канадско-норвежки филм на режисьорката Торил Коув. Създаден е през 1999 г.

## Сюжет
През 1905 г. Норвегия става независима държава и се провежда референдум, за да се определи дали страната да бъде управлявана от президент или от крал. Чрез гласуване е решено Норвегия да има крал. Новият крал Карл и кралица Мод, които са от Дания, са представени по хумористичен начин в опитите си да се приспособят към живота в Норвегия. Те полагат всички усилия да го сторят, но им липсва важното умение да гладят. Решават да си намерят хора, които да гладят дрехите им и отиват в местния магазин за дрехи Хоф, където работи бабата на Коув – Асланг Бех. Когато открива монограма върху някои ризи, възрастната жена осъзнава, че глади ризите на крал Хакон VII, първият монарх на Норвегия.
След настъпването на Втората световна война, кралят е изпратен на заточение. Това го принуждава да води войната от чужбина, но въпреки това насърчава своите сънародници да се противопоставят на нападателите. Германците обаче преследват краля и настояват да се предаде. Той отказва. – "Но той казал НЕ, никога няма да се предаде! (...) В цялата страна хората викаха: Да живее кралят, който казва „Не!“ Всички, освен баба ми, която казва: „Хубава риза.“
  По време на нацистката окупация на Норвегия, Асланг Бех има идея да помогне на съпротивата, като мобилизира другите работници в Хоф и заедно съсипят германските униформи. Според разказа на Тове, това „тежко и опустошително“ предателство довело до неприложими униформи за противниковата армия до пролетта на 1945 г. Когато кралят се завръща след изгнанието си, той почита тези работници за техните военни усилия.
Асланг Бех се пенсионира през 60-те години, като напълно не одобрява модерните за онова време цветни дрехи.

## Награди
Филмът печели специална награда от Международния анимационен фестивал в Хирошима, а освен това е номиниран и за награда на Оскар за най-добър анимационен късометражен филм на 72-рата награда на Академията.